# 1992年冬季残疾人奥林匹克运动会新西兰代表团
1992年冬季残疾人奥林匹克运动会新西兰代表团是新西兰派出的1992年冬季残疾人奥林匹克运动会代表团。获得2枚金牌。